# Kirchbarkau
Kirchbarkau település Németországban, Schleswig-Holstein tartományban. Lakosainak száma 792 fő (2023. december 31.).

## Népesség
A település népességének változása:
| Lakosok száma | 559  | 801  | 795  | 793  | 791  | 792  |
|               | 1975 | 2017 | 2019 | 2021 | 2022 | 2023 |